# Murdannia fasciata
Murdannia fasciata är en himmelsblomsväxtart som först beskrevs av Otto Warburg, Karl Moritz Schumann och Carl Karl Adolf Georg Lauterbach, och fick sitt nu gällande namn av Gerhard Brückner. Murdannia fasciata ingår i släktet Murdannia och familjen himmelsblomsväxter. Inga underarter finns listade.